# 赫德角
赫德角（英語：Herd Point），是南極洲的海岬，位於南桑威奇群島，處於費格森灣西部，由法比安·戈特利布·馮·別林斯高晉率領的沙皇俄國探險隊繪入地圖，由英國海外領土管轄。